# Marie Mason Potts
Marie Mason Potts (Big Meadows, Califòrnia, 1895-1978) fou una activista i escriptora maidu. Estudià a Carlisle, i el 1946 participà en la fundació de la Federated Indians of California (FIC) i fou editora del seu diari, The Smoke Signal. El 1961 formà part també del NCAI, i el 1970 fundà l’American Indian Press Association (AIPA). Ha escrit l'estudi The Northern Maidu (1977).